# Dívčí válka

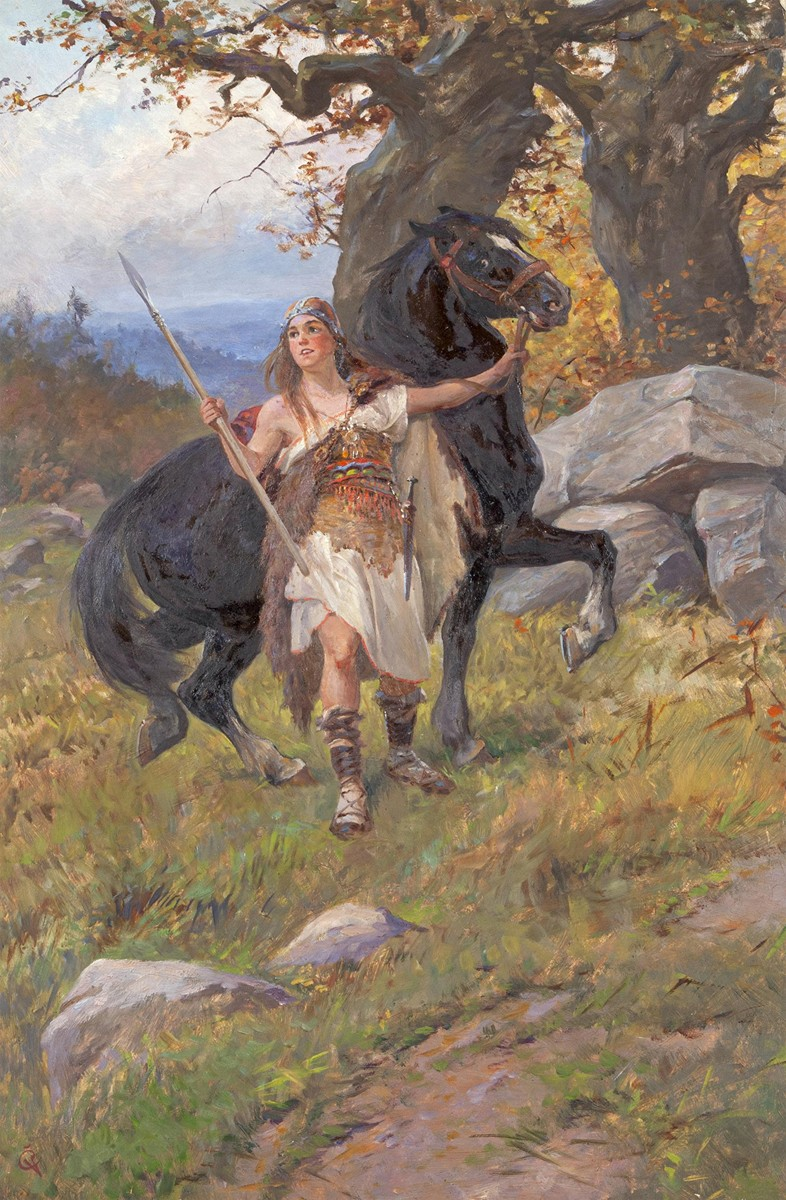
Věnceslav Černý – Vlasta

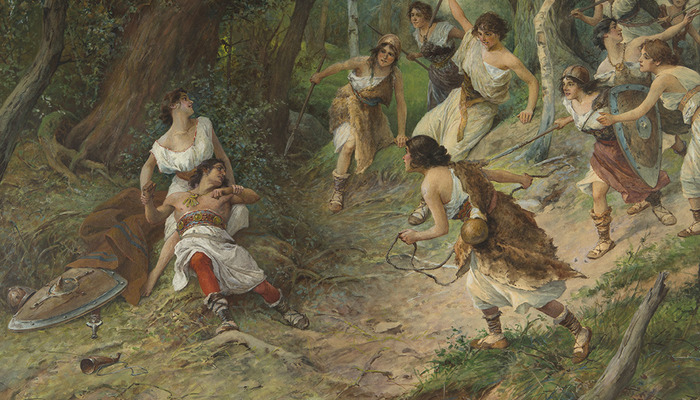
Věnceslav Černý – Ctirad a Šárka

Dívčí válka je česká národní pověst, prvně zaznamenaná v Kosmově kronice z 12. století, a dále známá především z národně obrozenecké popularizace ve formě divadelní hry Václava Tháma, romantického hrdinského eposu Děwín a z knihy Staré pověsti české Aloise Jiráska. V původním Kosmově příběhu má celá událost úsměvný charakter a je také nazývána ludus „hra“, až v pozdějším podání Dalimila ze 14. století získal příběh podobu popisu skutečné války. Podle pověstí se odehrála někdy v 8. století.

## Příběh
Dívčí válka je příběh o vzpouře českých žen proti mužům. Ženy se po smrti kněžny Libuše pod vedením dívky jménem Vlasta opevní na hradě Děvín proti Vyšehradu (Chrastenu). Součástí pověsti je i příběh o Ctiradovi a Šárce. Ctirad se stane obětí léčky, kterou Vlasta nastraží v podobě spoutané Šárky. Podle varianty pověsti pak nešťastná Šárka skončí svůj život v Divoké Šárce skokem ze skály, nazývané od té doby Dívčí skok.

## Děj

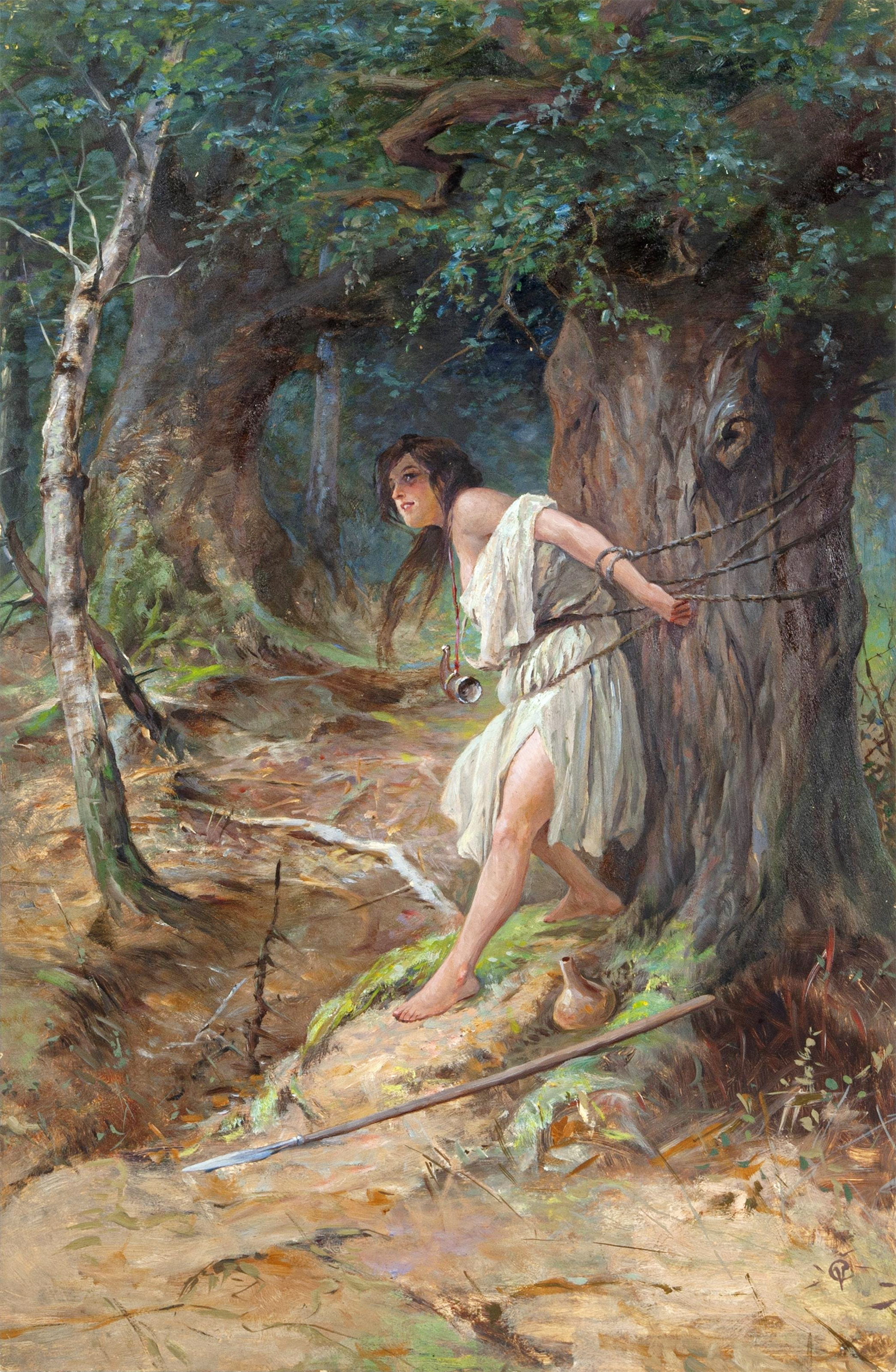
Věnceslav Černý – Šárka

Kosmas ve své kronice popisuje události po založení Prahy takto:
| „                                  | A poněvadž toho času dívky naší země, dospívajíce beze jha, usilujíce jako Amazonky o vojenské zbraně a vůdkyně si volíce, vojensky sloužily stejným způsobem jako mladí mužové a po mužsku si hleděly lovu v lesích, nebrali si muži jich, nýbrž ony samy si braly muže, které a kdy chtěly, a jako skythský kmen Plavci nebo Pečeněgové, v oděvu se nijak, muž a žena, nelišili. Z toho přibylo ženám tolik smělosti, že si vystavěly na jedné skále polohou pevný hrad, jemuž od jména ‚děvy’ bylo dáno jméno Děvín. Když to viděli jinochové, rozhorlili se na ně velikou žárlivostí, mnohem četněji se shromáždili a o nic dále než na doslech polnice vystavěli na druhé skále mezi chrastím hrad, jejž nynější lidé nazývají Vyšehrad, tehdy však od chrastí dostal jméno Chrasten. A poněvadž často uměly dívky chytřeji obelstít jinochy, často zase jinoši bývali statečnější než dívky, brzo trvala válka mezi nimi, brzo mír. Když nastalo příměří, dohodly se obě strany, že se ke společnému jídlu a pití sejdou a že po tři dny budou konat slavné hry mezi sebou na stanoveném místě. Co dále? Jinoši dají se do hodování s dívkami nejinak než jako draví vlci, hledající žrádla, aby vpadli do ovčína. První den strávili vesele při hostině a hojném pití. Nová vyrostla žízeň, když žízeň hasiti chtěli, jinoši se svou touhou jen stěží se do hodin nočních zdrží. Noc byla, zářil měsíc a jasný byl nebeský blankyt. Vtom z nich zatroubil jeden a tím znamení dával, řka: ‚Již jste si pohráli dost, již dosti jste jedli a pili vzhůru již, Venuše stříbrná vás zvučnou polnicí budí‘. A ihned unesl každý jednu dívku. A když nastalo ráno a mír byl uzavřen, odnesše pokrmy i nápoje z jejich hradu, prázdné zdi dali na pospas Lemňanu Vulcanovi. A od té doby po smrti kněžny Libuše jsou naše ženy pod mocí mužů. | “ |
| — Dívčí válka, Staré pověsti české | |   |

Kosmas zde odkazuje na řecký mýtus o Amazonkách a uzavření míru upomíná na římský mýtus o únosu Sabinek.
Kosmův příběh pak ve 14. století převyprávěl Jan Marignola vé své kronice.
Z doby nedlouho předtím pochází Kronika tak řečeného Dalimila kde starší, rozverný, příběh získává novou podobu. V této verzi se objevují jména protagonistů, motiv pozvání dívek na Vyšehrad a jejich zneuctění, které vyprovokovalo konečný útok Vlasty a motiv svázané krásky, převzatý z germánského příběhu o Sigurdovi a Sigrdrífě. Dalimil také podle některých názorů spojil tento příběh s vyprávěním o Lucké válce a jméno Vlasty je odvozeninou jména luckého vladyky Vlastislava.

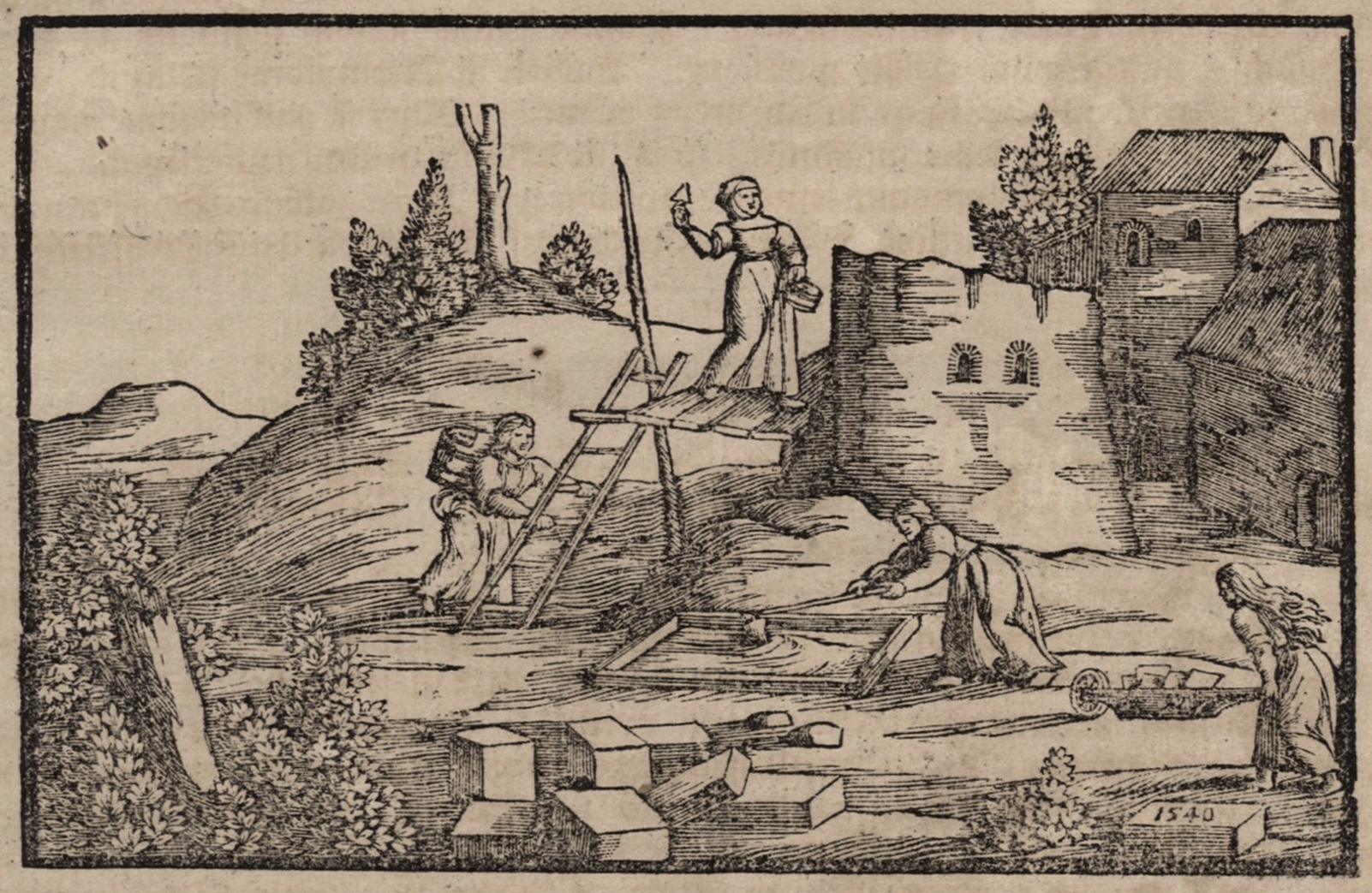
Stavba Děvína, ilustrace z Hájkovy kroniky ve vydání z roku 1819

Přerod v krvavý popis války se dokonal v kronice Přibíka Pulkavy z Radenína sepsané v druhé polovině 14. století, kde také mizí erotické motivy. Další drsné detaily do příběhu zakomponoval ve své kronice Václav Hájek z Libočan v první polovině 16. století.

### Staré pověsti české

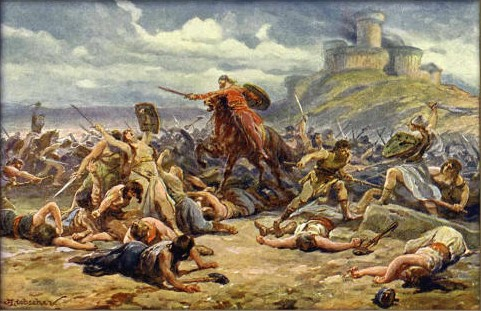
Adolf Liebscher - Dívčí válka

Po smrti kněžny Libuše dívky z její družiny zjistily, že již nepožívají takové vážnosti, a vedeny Vlastou, počaly připravovat ozbrojený boj proti mužům a založily hrad Děvín. Muži se však přes varování knížete Přemysla jejich přípravám jen smáli. Vlasta poslala nejkrásnější dívky, aby muže svými půvaby okouzlily, a sama vedla útok proti mužům, kteří přitáhli k Děvínu; ženy zvítězily.
Jednoho léta během války se také vydal mladý vladyka Ctirad se svou čeledí k Pražskému hradu. Uslyšel volání a nalezl dívku přivázanou ke kmeni stromu, která žádala, aby ji osvobodili. Představila se jako Šárka, dcera vladyky z Okořína, a vyprávěla, jak ji ženy z Děvína připoutaly. Jednalo se však o Vlastinu lest, dívky jeho čeleď pobily, Ctirada zajaly a poté na hradě umučily. Údolí, kde se tak stalo, se dnes nazývá Divoká Šárka.
Když se to dozvěděli muži na Vyšehradě, rozlítili se a počali bít a zajímat dívky na cestách. Vlasta v odpověď vyrazila proti Vyšehradu, kde byla zabita a ženy poraženy. Děvín byl spálen a dále vládli už jen muži.

## Výklad
Pověst je často vykládána jako svědectví dávných bojů mezi matriarchátem a patriarchátem; pokud však matriarchát vůbec kdy existoval, zanikl v době velmi vzdálené etnogenezi Slovanů. Zpravidla je příběh vykládán jako Kosmovo literární zpracování antického motivu o Amazonkách.
Dívčí válku lze však také vykládat jako odkaz na předkřesťanské slavnosti letního slunovratu. Ty zahrnovaly třídenní hry mládeže, hodování a rituální promiskuitu. Při těchto slavnostech dívky a chlapci zápasili o makety hradů a závodili v hodu oštěpem a jízdě na koni a končili mnohými zásnubami. Odkazem na tento rituál mohou být některá místní jména jako Dívčí Hrad na Osoblažsku.
Příběh upomíná i na rujánský obřad dožínek popsaný Saxonem Grammatikem skutečností, že se účastníci měli dohodnout, že vytvoří symboly z jídla a pití, i když kronikář mohl mít na mysli pouhé společné hodování. Zmínka však podle Jacka Banaszkiewiecze upomíná na figuru Kvasira, vytvořenou na hostinu, v severském mýtu o konci války mezi Ásy a Vany. Významem svátku byl nejspíše odkaz na mytické uspořádání lidské společnosti zavedením instituce manželství. Analogický rituál se dochoval až do 19. století ve Švýcarsku, kde první květnovou neděli dívky a chlapci stavěli dřevěný „hrad lásky“, který na dívkách chlapci dobyli a celá událost skončila hostinou a tancem.

## Odrazy v kultuře

### Divadlo
- Vlasta a Šárka aneb Dívčí boj u Prahy, divadelní hra Václava Tháma
- Dívčí válka, humorně parodická divadelní hra Františka Ringo Čecha[5].

### Hudba
- Šárka, symfonická báseň Bedřicha Smetany z cyklu Má vlast
- Šárka, opera Zdeňka Fibicha
- Šárka, opera Leoše Janáčka
- Dívčí válka, píseň Karla Kryla

### Balet
- Válka žen, velký balet ve čtyřech jednáních, choreografie J. Perrot, hudba C. Pugni, premiéra roku 1852 [6]

### Film
- Staré pověsti české, československý animovaný loutkový film z roku 1952 režiséra Jiřího Trnky.
- Kněžna Libuše, česko-americký historicko-fantastický snímek z roku 2009.

### Ostatní
- Manga Dívčí válka (v originále 乙女戦争 / Otome sensou) je pověstí inspirována. Čerpá z ní vzor pro postavy (hl. postava Šárka, vedlejší postavy např. Jan Žižka), historické události apod. Samotný děj je ovšem velmi odlišný. Autorem je Ohniši Kóiči. Doposud (září 2018) bylo vydáno 10 dílů[7]. Celý příběh by měl mít 12 dílů[8].

## Galerie

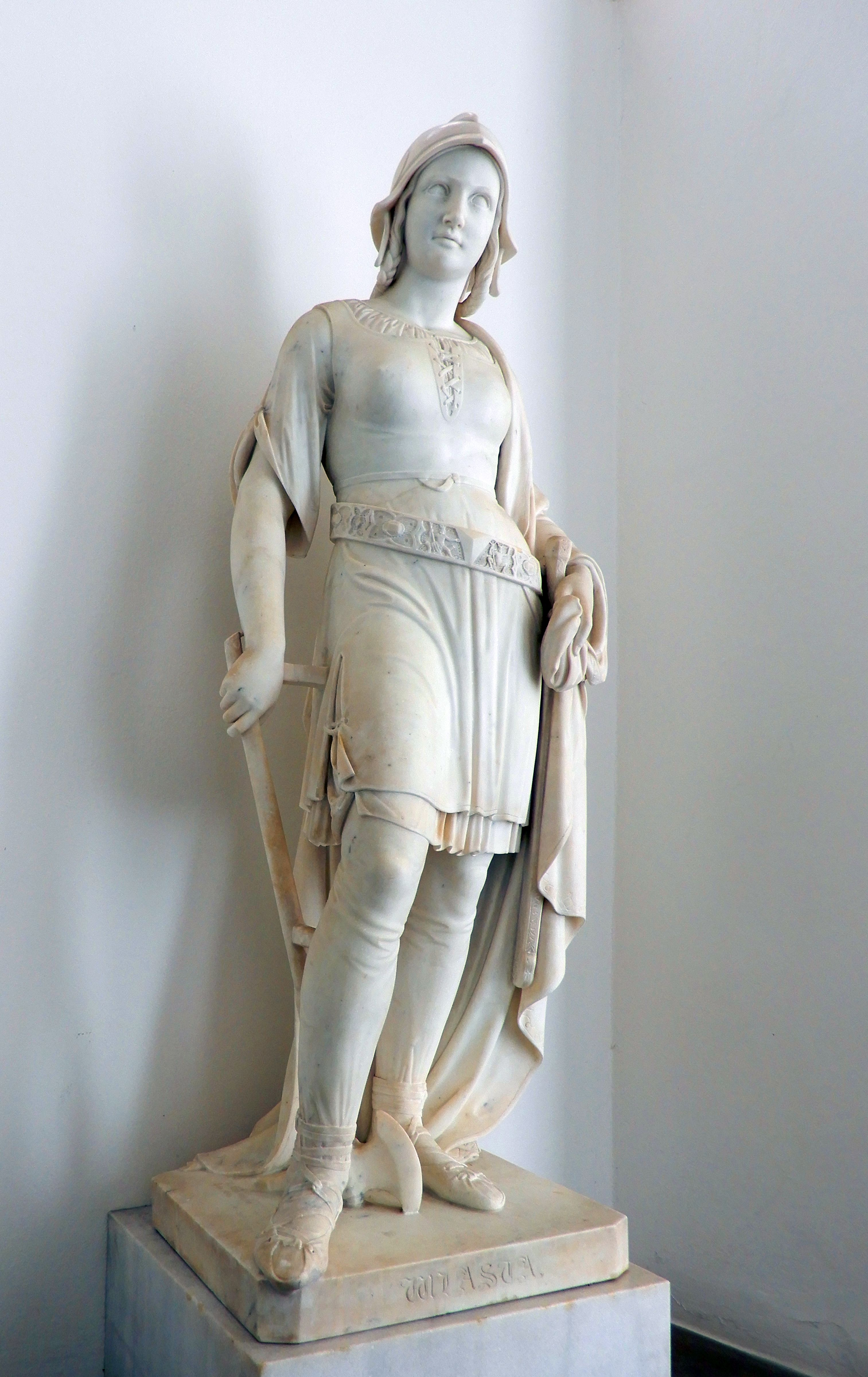
Josef Max: Vlasta, Řím 1842
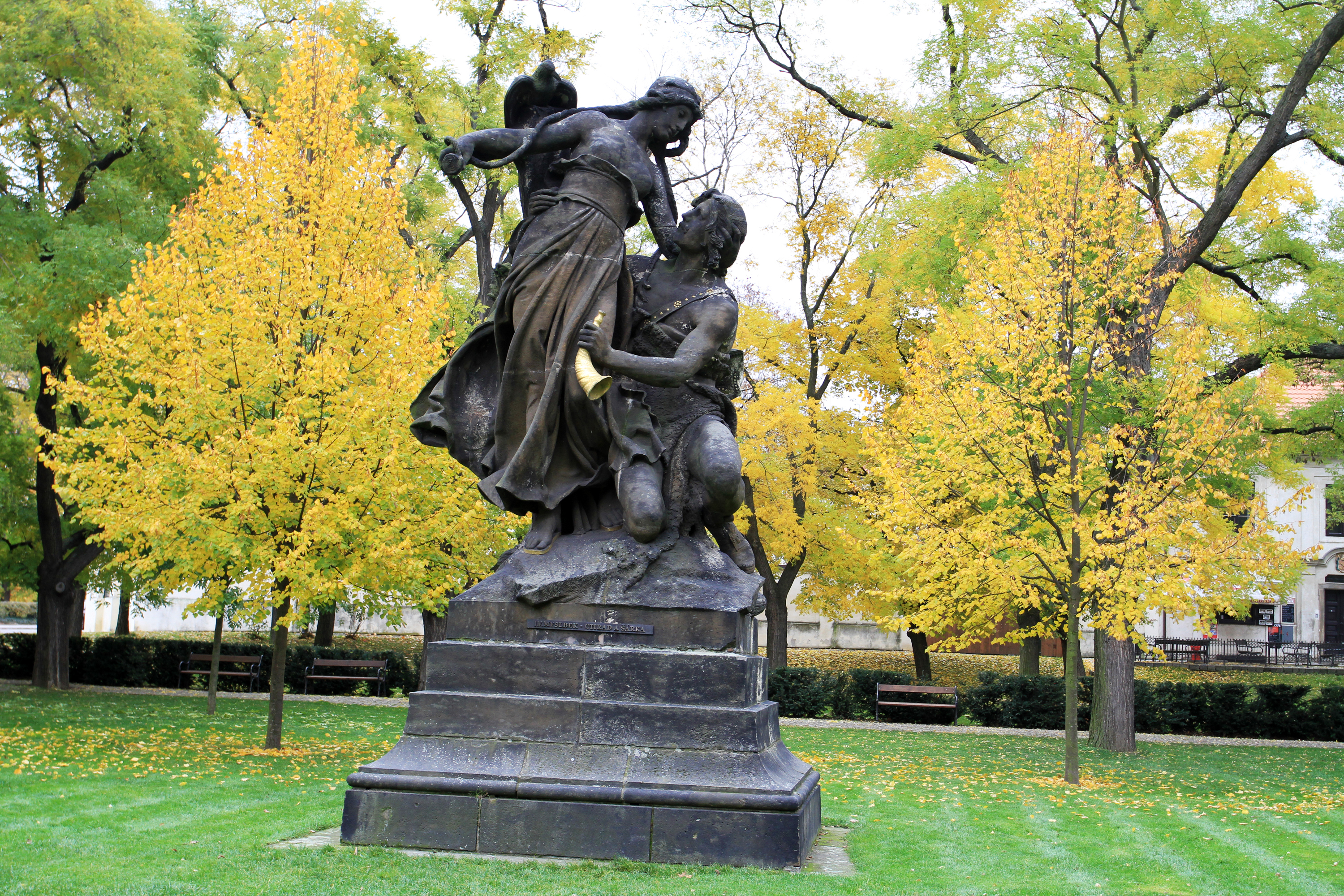
Ctirad a Šárka - sousoší od J. V. Myslbeka ve Vyšehradských sadech
Vlasta, malba na domě, Praha-Holešovice, tř. Dukelských hrdinů 44